# 小行星14513
小行星14513（14513 Alicelindner）是一颗绕太阳运转的小行星，为主小行星带小行星。该小行星于1996年4月15日发现。

## 轨道参数
小行星14513的轨道半长轴为2.6539937 UA，离心率为0.060。